# Équipe cycliste TRA-Mandevco
L'équipe cycliste TRA-Mandevco est une équipe cycliste canadienne, créée en 2012 sous le nom d'Ekoï.com-Gaspésien et ayant eu le statut d'équipe continentale entre 2012 et 2013 ainsi qu'entre 2018 et 2020. Entre 2021 et 2023, elle court chez les amateurs, puis disparait,.

## Histoire de l'équipe
Lors de la saison 2020, DC Bank (qui sponsorisait l'équipe canadienne DC Bank) rejoint l'équipe Probaclac qui est renommée DC Bank/Probaclac.

## DC Bank/Probaclac en 2020[3]
| Cycliste             | Date de naissance | Nationalité | Équipe 2019       |  |
| -------------------- | ----------------- | ----------- | ----------------- |  |
| Mark Bonar           | 18 novembre 1992  | Canada      |                   |  |
| Lukas Conly          | 24 mai 1997       | Canada      |                   |  |
| Nicolas Côté         | 1er août 1996     | Canada      |                   |  |
| Emmett Culp          | 10 juin 1993      | Canada      |                   |  |
| Simon Dubuc          | 11 avril 2000     | Canada      |                   |  |
| Chris Ernst          | 31 août 1999      | Canada      |                   |  |
| Anthony Ferrari      | 9 juin 1989       | Canada      |                   |  |
| Matthew Kamermans    | 13 avril 1996     | Canada      |                   |  |
| Jackson Kinniburgh   | 24 février 2001   | Canada      |                   |  |
| Christian Ricci      | 11 juin 1996      | Canada      |                   |  |
| Connor Toppings      | 11 février 1996   | Canada      | Probaclac/Devinci |  |
| Marcus van der Sande | 10 février 1996   | Canada      |                   |  |
| Alexander Webb       | 22 janvier 2001   | Canada      |                   |  |
| Adam Wolfe           | 26 juin 1999      | Canada      |                   |  |